# Peter Wagner (musicologo)
Peter Wagner (Kürenz, 1865 – Friburgo, 1931) è stato un musicologo tedesco.
Nel 1901 fondò la Gregorianische Akademie e nel 1902 divenne docente all'università di Friburgo.